# 新生命小組

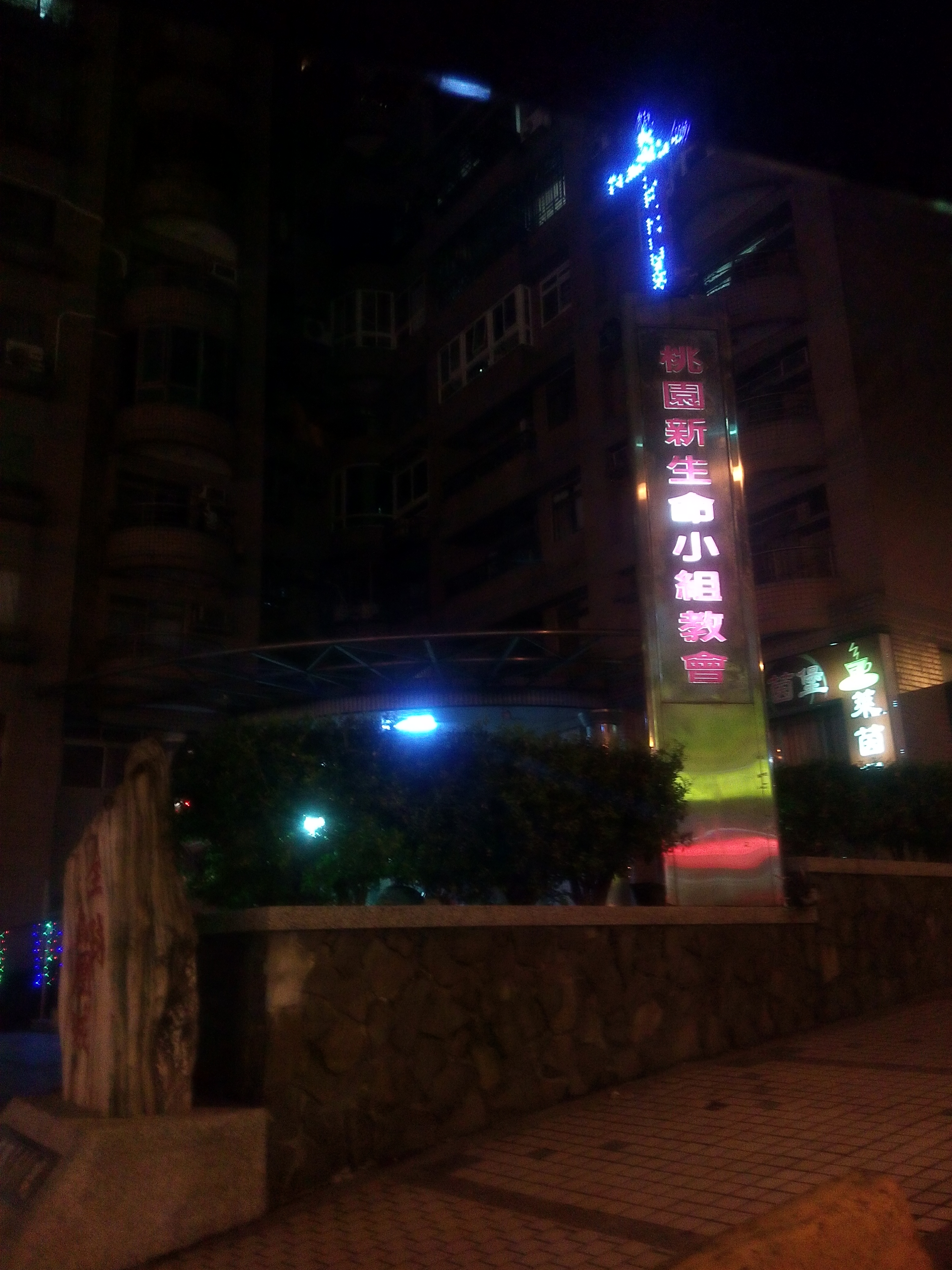
新生命小組教會桃園

新生命小組教會（New Life Church），是一個臺灣基督教教會，致力興起下一個世代，建造兒童與青少年成為未來領袖，為下一代打造夢想平台。
創立新生命小組教會的緣起，是由於主任牧師顧其芸牧師的兒子因病逝世，牧師求主把更重要的任務給他，進而在1996年建立新生命小組教會。

## 外部連結
- 新生命小組教會 （页面存档备份，存于）官網
- JesusFashion （页面存档备份，存于）
- 新生命小組的Facebook專頁
- 新生命小組的Instagram帳戶
- 新生命小組教會 （页面存档备份，存于）的Youtube官方頻道
- 新生命小組的X（前Twitter）